# Martin Spanjaard
Martin Spanjaard, né le 20 juillet 1892 – mort le 30 septembre 1942 à Auschwitz, est un compositeur et chef d'orchestre néerlandais.